# Свети Димитър (Владово)
Вижте пояснителната страница за други значения на Свети Димитър.
„Свети Великомъченик Димитър“ (на гръцки: Άγιος Δημήτριος) е православна църква във воденското село Владово (Агра), Гърция, част от Воденската, Пелска и Мъгленска епархия.
Църквата е гробищен храм, разположен в североизточната част на селото. Изградена е в 1818 година. В двора, североизточно от църквата има останки от скрита църква, използвана по-късно като костница от османско време.
В архитектурно отношение храмът е трикорабна базилика с женска църква и притвор. Обновен е в 1949 година със запазване на оригиналния план на църквата.
Царските икони и другите икони на иконостаса са от средата на XIX век, дело на местни зографи. В храма са събрани ценни икони от църквите в района, като най-старата е от 1609 година. Три преносими икони са от XVII век, две от XVIII и 41 от XIX век.
Трите най-стари икони – „Христос Вседържител“, „Света Неделя и Света Параскева“ и „Свети Атанасий“, както и книгите са от разрушената църква „Свети Дионисий Олмпийски“, чиито руини са в местността Селище (Σελίστε). Този храм е основан около 1600 година и е изоставен в 1820 – 1830 година. Трите икони са дело на местни майстори с ясно видимо западномакедонско влияние. Двете икони от XVIII век са на Свети Георги и на Свети Димитър и имат силна народна украса.
Църквата „Свети Димитър“ е обявена за исторически паметник на 23 февруари 1995 година.